# Batuhan İşçiler
Batuhan İşçiler (* 10. März 1995 in Izmir) ist ein türkischer Fußballspieler.

## Karriere

### Verein
İşçiler kam im Stadtteil Konak der westtürkischen Stadt Izmir auf die Welt. Hier begann er mit dem Vereinsfußball in der Jugend des Amateurvereins Çamdibigücü und wechselte 2007 in die Jugend des Traditionsvereins Bucaspor. Vor dem letzten Spieltag der Saison 2011/12 wurde er, mit einem Profivertrag versehen, vom Trainer Sait Karafırtınalar in den Profikader aufgenommen. Sein Profidebüt gab er dann am 13. Mai 2012 bei der Zweitligabegegnung gegen Kasımpaşa Istanbul. Am Saisonende konnte er mit der Reservemannschaft Bucaspors die Vizemeisterschaft der TFF A2 Ligi erreichen.
Zum Sommer 2013 wurde erst verkündet, dass er gegen eine Ablösesumme von einer Million türkische Lira zum Erstligisten Kasımpaşa Istanbul gewechselt war. Dieser Wechsel kam in letzter Instanz doch nicht zustande und so blieb İşçiler weiter bei Bucaspor beschäftigt.
Für die Saison 2017/18 wurde er an den Drittligisten Kastamonuspor 1966 und für die Spielzeiten 2017/18 an Adana Demirspor ausgeliehen und zur Saison an 2018/19 abgegeben.

## Nationalmannschaft
İşçiler spielte der Reihe nach für die türkische türkische U-19, die U-20- und die U-21-Mannschaften.

## Erfolge
Bucaspor A2 (Rerservemannschaft)
- Vizemeister der TFF A2 Ligi: 2011/12